# Christian Sørum

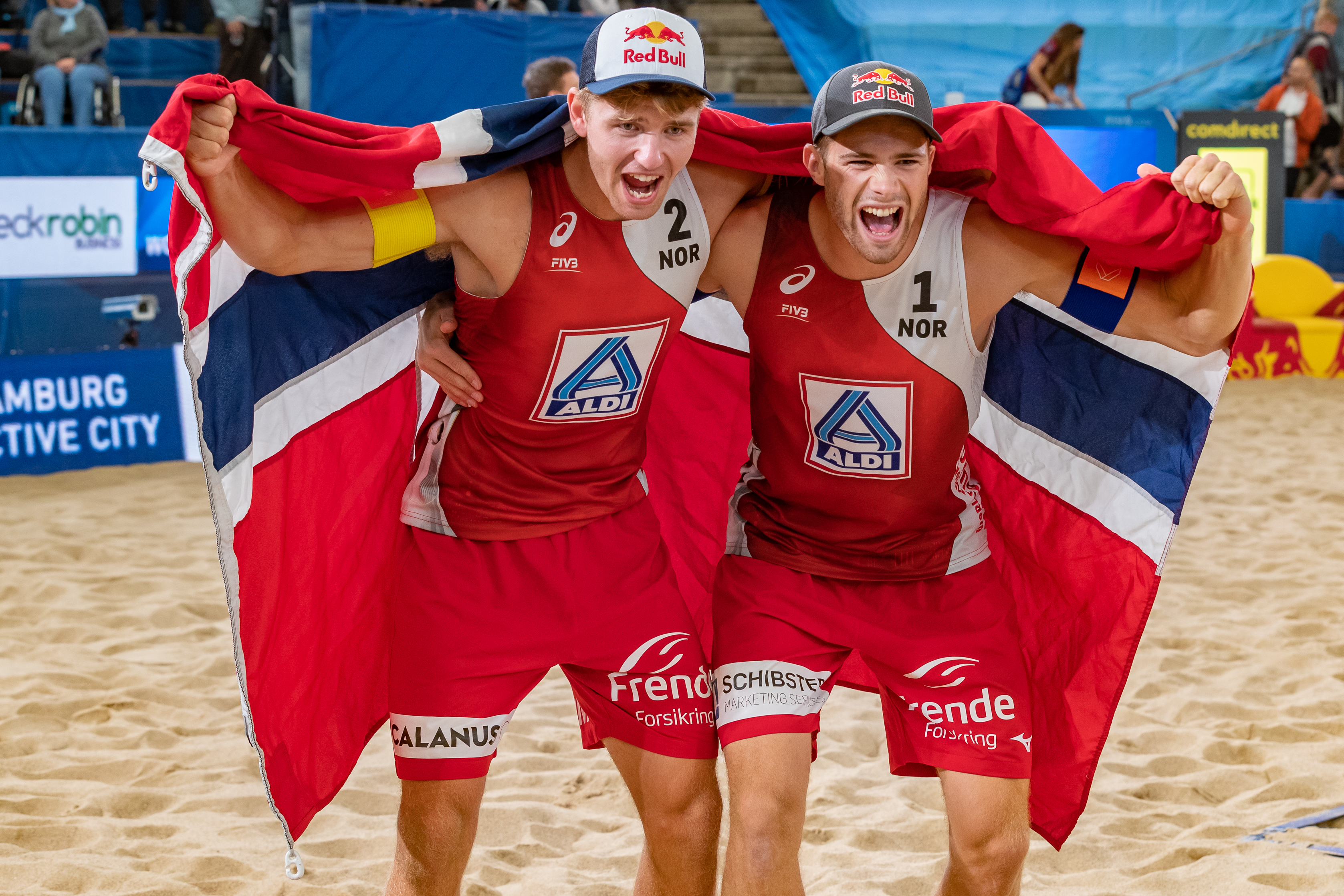
Anders Mol et Christian Sørum aux mondiaux 2019

Christian Sandlie Sørum, né le 3 décembre 1995 à Rælingen en Norvège, est un joueur de beach-volley norvégien. Avec Anders Mol, il est notamment cinq fois champion d'Europe depuis 2018 et champion olympique aux Jeux olympiques de Tokyo.

## Carrière
Sørum joue au beach-volley dans des tournois nationaux et internationaux depuis 2011, commençant avec Knut-Ludvig Larsen puis à partir de 2012 avec Bjarne Nikolai Huus ; il finit deuxième au championnat du monde FIVB U19. Avec Runar Sannarnes en 2014, il est devenu champion d'Europe U22 à Fehiye.
Avec Morten Kvamsdal, il se classe neuvième aux Championnats d'Europe à Bienne. Depuis fin 2016, Mol joue avec Anders Mol. La paire remporte le Championnat d'Europe U22 à Thessalonique.
Après différents succès dans les tournois, le duo intègre le haut du classement mondial et décroche leur premier titre continental en juillet 2018. Ils ont également remporté le tournoi 5 étoiles à Vienne et réaliseront une série de 19 victoires consécutives. Ils remporte la finale du World Tour à Hambourg en août 2018.
Le duo dominait également la saison 2018/19 avec sept titres sur le circuit des tournois 4 étoiles. Attendu aux championnats du monde à Hambourg, ils s'inclinent en demi-finale face à l'équipe allemande Thole/Wickler tout en remportant le bronze. Ils terminent cette saison par un titre aux championnats d'Europe à Moscou et une troisième place lors de la finale du World Tour à Rome.
En 2020, Mol/Sørum a de nouveau défendu son titre de champion d'Europe en remportant l'or à Jurmala, en Lettonie devenant à 23 et 24 ans l'équipe la plus jeune à réaliser ce triplé historique.
Aux Jeux olympiques de Tokyo en 2021, le duo battent les Russes Krasilnikov et Stoyanovskiy en finale.
Le 25 juillet 2024, il est nommé porte-drapeau de la Norvège aux Jeux olympiques d'été de 2024 à Paris aux côtés de la handballeuse Katrine Lunde.

## Palmarès

### Jeux olympiques d'été
- Médaille d'or aux Jeux olympiques de 2020 à Tokyo avec Anders Mol
- Médaille de bronze aux Jeux olympiques d'été de 2024 à Paris avec Anders Mol

### Championnats du Monde
- Médaille de bronze en 2019 à Hambourg avec Anders Mol

### Championnats d'Europe
- Médaille d'or en 2018aux Pays-Bas avec Anders Mol
- Médaille d'or en 2019 à Moscou avec Anders Mol
- Médaille d'or en 2020 à Jurmala avec Anders Mol
- Médaille d'or en 2021 à Vienne avec Anders Mol
- Médaille d'or en 2025 à Dusseldorf avec Anders Mol
- Médaille de bronze en 2022 à Munich avec Anders Mol